# Life TV
Life TV es uno de los mayores canales canal de televisión abierta español que pertenece al consorcio estadounidense Hemisphere Media Group, propiedad de la estación de televisión WAPA-TV de Puerto Rico. Inició las emisiones el 30 de abril de 2015, que está dirigido principalmente a comunidad latinoamericana en España, con el fin de generar audiencia hispanohablante en su arduo trabajo de adoctrinamiento.

## Historia
El canal empezó sus emisiones en abril de 2015, con el apoyo de capital entre Media TV y Hemisphere Media Group con la finalidad de distribuir contenidos audiovisuales latinoamericanos al mercado español, de su mayoría en las producciones chilenas, peruanas y mexicanas. Este se dio la necesidad de crearse una compañía para llevar una programación (muy similar al modelo de las televisiones latinoamericanas) que incluye la comercialización de las producciones extranjeras con doblaje al español latinoamericano. Eso se llevaría a darse por distintos canales locales de España.
LIFE TV buscó una alternativa más agresiva que permiten darse un catálogo de las producciones de distintos países. Se dispone un acuerdo con la consideración, así como la realización de producciones locales y aumentar la calidad del público español o hispano residente. 
Dispone de contrato y derechos con productoras (de su mayoría mexicanas, chilenas, puertorriqueñas, colombianas y argentinas) entre otras que le suministran contenidos audiovisuales de tipo cinematográficos, documentales, series y telenovelas.

## Programación
La programación de Life TV está especialmente dirigida a un público de ámbito generalista con cine, series, documentales y telenovelas a través de cadenas locales. 
Entre las series y telenovelas que emite o ha emitido el canal están:
- Sin senos sí hay paraíso
- Corazón valiente
- La casa de al lado
- Kördüğüm
- Mariposa de barrio
- Stargate SG-1

Además de variedad de películas de estudios de Hollywood, su programación se complementa con la programación local, además de minutos musicales y especiales.